# Arbeitsgericht Görlitz
Das Arbeitsgericht Görlitz war ein Gericht der Arbeitsgerichtsbarkeit mit Sitz in Görlitz.

## Geschichte
Gemäß Arbeitsgerichtsgesetz vom 23. Dezember 1926 wurden in Deutschland Arbeitsgerichte gebildet. Diese waren nur in der ersten Instanz organisatorisch selbstständige Gerichte, die Landesarbeitsgerichte waren den Landgerichten zugeordnet. Am Landgericht Görlitz entstand so 1927 das Landesarbeitsgericht Görlitz als eines von drei Landesarbeitsgerichten im Bezirk des Oberlandesgerichtes Breslau. In Görlitz entstand das Arbeitsgericht Görlitz. Sein Sprengel umfasste den Bezirke der Amtsgerichte Görlitz, Niesky, Reichenbach/O.L., Rothenburg/O.L. und Seidenberg. Es bestand jeweils eine Kammer für Arbeiter, für Angestellte und für Handwerk.
Nach der Besetzung Deutschlands durch die Alliierten wurden 1945 zunächst alle Gerichte geschlossen. Der Teil des Sprengels des Arbeitsgerichtes Görlitz, der östlich der Oder-Neiße-Grenze lag wurde polnischer Verwaltung unterstellt. Im westlichen Teil wurden die ordentlichen Gerichte schon bald wieder eröffnet, während die Arbeitsgerichte zunächst nicht wieder eingerichtet wurden, so dass arbeitsgerichtliche Streitigkeiten von den ordentlichen Gerichten erledigt werden mussten. Gemäß Kontrollratsgesetz 21 sollten in Deutschland Arbeitsgerichte aufgebaut werden. In Görlitz wurde das Arbeitsgericht neu gebildet. In der DDR bestanden von 1952 bis 1963 Arbeitsgerichte auf Kreis- und Bezirksebene. Nachdem diese 1963 in die Kreis- und Bezirksgerichte integriert worden waren, gab es keine gesonderten Arbeitsgerichte mehr.
Nach der Wende wurde das Land Sachsen wieder eingerichtet und Görlitz diesem zugeordnet. Der sächsische Landtag beschloss am 12. Juni 1992 mit dem Sächsischen Gerichtsorganisationsgesetz die Aufhebung der Kreis- und Bezirksgerichte und die Einrichtung der Arbeitsgerichte. In Görlitz entstand kein Arbeitsgericht neu.